# Baia di King
La baia di King (in inglese King Sound) è una grande insenatura situata nel nord dell'Australia Occidentale. Si espande dalla foce del fiume Fitzroy, uno dei corsi d'acqua più grandi dell'Australia, e si apre verso l'Oceano Indiano. È lunga circa 120 chilometri (75 miglia) e larga circa 50 chilometri (31 miglia). La città portuale di Derby si trova vicino alla foce del Fitzroy, sulla sponda orientale della baia di King. La baia ha le maree più alte d'Australia e tra le più alte del mondo, raggiungendo un'escursione massima di marea di 11,8 metri a Derby. L'escursione delle maree e la dinamica dell'acqua sono state studiate tra il 1997 e il 1998.
Le acque all'interno della baia sono generalmente torbide. La torbidità è associata all'erosione delle piane di marea.

## Geografia
Le acque aperte della baia ricoprono un'area di 2.325 km². Altri fiumi che sfociano nella baia sono il Lennard, il Meda, il Robinson e il May. La baia di King ha un bacino idrografico di 21.315 km² e fa parte del bacino di Canning. Il clima è semiarido e tropicale con una forte influenza monsonica.
La baia di King è delimitata dal gruppo di isole Arcipelago del Bucaniere a est e Capo Leveque a ovest.
La profondità media della baia di King è di 18 metri. L'apertura dell'insenatura presenta un canale profondo 50 metri e largo 20 chilometri.

## Storia
I proprietari tradizionali e gli abitanti originari della zona sono gli indigeni australiani, vale a dire i popoli Nimanburu, Njulnjul e Warwa.
Il primo europeo ad esplorare la baia fu William Dampier, che visitò la regione a bordo del Cygnet nel 1688.
Il noto agrimensore Phillip Parker King esaminò la costa nel 1821 e chiamò l'area Baia di Cygnet (in inglese Cygnet Bay). L'area fu successivamente visitata da John Stokes e John Wickham a bordo della HMS Beagle nel 1838. La baia prese successivamente il nome da King.
Nel 1880 fu luogo di una delle corse all'oro nel Kimberley.
Doctor's Creek, a sud della baia di King, è stato sede di varie proposte per impianti energetici legati alle maree sin dagli anni '60. Nel 2013, il progetto Derby Tidal Power di Tidal Energy Australia ha ottenuto l'approvazione ambientale. Si prevede che la costruzione della centrale mareomotrice da 40 MW costerà 375 milioni di dollari.